# Транспорт Румунії
Транспорт Румунії представлений автомобільним , залізничним , повітряним , водним (морським, річковим)  і трубопровідним , у населених пунктах  та у міжміському сполученні діє громадський транспорт пасажирських перевезень. Площа країни дорівнює 238 391 км² (83-тє місце у світі). Форма території країни — відносно компактна; максимальна дистанція з півночі на південь — 515 км, зі сходу на захід — 725 км. Географічне положення Румунії дозволяє країні контролювати транспортні шляхи між країнами Східної та Південної Європи; вихід до вод Світового океану (Чорне море) для країн Центральної Європи через водну систему Дунаю.

## Автомобільний
Загальна довжина автошляхів у Румунії, станом на 2012 рік, дорівнює 84 185 км, з яких 49 873 км із твердим покриттям (337 км швидкісних автомагістралей) і 34 312 км без нього (55-те місце у світі).

## Залізничний
Загальна довжина залізничних колій країни, станом на 2014 рік, становила 11 268 км (22-ге місце у світі), з яких 60 км широкої 1524-мм колії, 10 781 км стандартної 1435-мм колії (3 292 км електрифіковано), 427 км вузької 760-мм колії.

## Повітряний
У країні, станом на 2013 рік, діє 45 аеропортів (96-те місце у світі), з них 26 із твердим покриттям злітно-посадкових смуг і 19 із ґрунтовим. Аеропорти країни за довжиною злітно-посадкових смуг розподіляються наступним чином (у дужках окремо кількість без твердого покриття):
- довші за 10 тис. футів (>3047 м) — 4 (0);
- від 10 тис. до 8 тис. футів (3047-2438 м) — 10 (0);
- від 8 тис. до 5 тис. футів (2437—1524 м) — 11 (5);
- коротші за 3 тис. футів (<914 м) — 1 (14)[1].

У країні, станом на 2015 рік, зареєстровано 5 авіапідприємств, які оперують 51 повітряним судном. За 2015 рік загальний пасажирообіг на внутрішніх і міжнародних рейсах становив 3,63 млн осіб. За 2015 рік повітряним транспортом було перевезено 4,7 млн тонно-кілометрів вантажів (без врахування багажу пасажирів).
У країні, станом на 2013 рік, споруджено і діє 2 гелікоптерні майданчики.
Румунія є членом Міжнародної організації цивільної авіації (ICAO). Згідно зі статтею 20 Чиказької конвенції про міжнародну цивільну авіацію 1944 року, Міжнародна організація цивільної авіації для повітряних суден країни, станом на 2016 рік, закріпила реєстраційний префікс — YR, заснований на радіопозивних, виділених Міжнародним союзом електрозв'язку (ITU). Аеропорти Румунії мають літерний код ІКАО, що починається з — LR.

## Водний

### Морський
Головні морські порти країни: Констанца, Мідіа.
Морський торговий флот країни, станом на 2010 рік, складався з 5 морських суден з тоннажем більшим за 1 тис. реєстрових тонн (GRT) кожне (127-ме місце у світі), з яких: суховантажів — 1, вантажно-пасажирських суден — 2, нафтових танкерів — 1, ролкерів — 1.
Станом на 2010 рік, кількість морських торгових суден, що ходять під прапором країни, але є власністю інших держав — 1 (Російської Федерації — 1); зареєстровані під прапорами інших країн — 31 (Грузії — 7, Ліберії — 3, Мальти — 7, Маршаллових Островів — 2, Молдови — 2, Панами — 3, Російської Федерації — 1, Сент-Вінсенту і Гренадин — 1, Сьєрра-Леоне — 2, Танзанії — 1, Того — 1, невстановленої приналежності — 1).

### Річковий
Загальна довжина судноплавних ділянок річок і водних шляхів, доступних для суден з дедвейтом понад 500 тонн, 2010 року становила 1 731 км (45-те місце у світі). Головна водна транспортна артерія країни — річка Дунай (1075 км) з притоками (524 км), а також канали (132 км).
Головні річкові порти країни: Браїла, Галац і Тулча на Дунаї. Важливість румунських портів зростає із створенням транс'європейської магістралі Рейн-Дунай.

## Трубопровідний
Загальна довжина газогонів у Румунії, станом на 2013 рік, становила 3 726 км; нафтогонів — 2 451 км.

## Державне управління
Держава здійснює управління транспортною інфраструктурою країни через міністерство транспорту. Станом на 3 листопада 2016 року міністерство в уряді Дачіана Чолоша очолював Петру Сорін Бусе.

### Українською
- Атлас. 10-11 клас. Економічна і соціальна географія світу / упорядники :  О. Я. Скуратович, Н. І. Чанцева. — К. : ДНВП «Картографія», 2010. — ISBN 978-966-475-639-3.
- Атлас світу / голов. ред. І. С. Руденко ; зав. ред. В. В. Радченко ; відп. ред. О. В. Вакуленко. — К. : ДНВП «Картографія», 2005. — 336 с. — ISBN 9666315467.
- Безуглий В. В. Економічна і соціальна географія зарубіжних країн : Навчальний посібник. — К. : ВЦ «Академія», 2007. — 704 с. — ISBN 978-966-580-239-6.
- Безуглий В. В., Козинець С. В. Регіональна економічна і соціальна географія світу : Навчальний посібник. — видання 2-ге, доп., перероб. — К. : ВЦ «Академія», 2007. — 688 с. — ISBN 966-580-144-9.
- Дахно І. І. Країни світу: Енциклопедичний довідник / І. І. Дахно, С. М. Тимофієв. — К. : Мапа, 2011. — 606 с. — (Бібліотека нового українця) — ISBN 978-966-8804-23-6.
- Дахно І. І. Економічна географія зарубіжних країн : навчальний посібник. — К. : Центр учбової літератури, 2014. — 319 с. — ISBN 978-611-01-0682-5.
- Дорошенко В. І. Географія транспорту : Навчальний посібник / В. І. Дорошенко, К. Д. Діденко. — К. : Київський нац. ун-т ім. Т. Шевченка, 2010. — 183 с. — ISBN 978-966-439-329-1.
- Дубович І. А. Країнознавчий словник-довідник. — 5-те вид., перероб. і доп. — К. : Знання, 2008. — 839 с. — ISBN 978-966-346-330-8.
- Економічна і соціальна географія країн світу : Навчальний посібник / За ред. С. П. Кузика. — Л. : Світ, 2002. — 672 с. — ISBN 966-603-178-7.
- Зарубіжна транспортна географія : навчальний посібник / уклад. : Петрашевський О. Л. и др. — К. : Національний транспортний університет, 2015. — 95 с. — ISBN 978-966-632-227-5.
- Юрківський В. М. Регіональна економічна і соціальна географія. Зарубіжні країни : Підручник. — К. : Либідь, 2001. — 416 с. — ISBN 966-06-0092-5.

### Англійською
- (англ.) Modern Transport Geography / Hoyle, B. and R. Knowles (eds). — Second Edition,. — London : Wiley, 1998.
- (англ.) Rodrigue, J-P. The Geography of Transport Systems. — Fourth Edition. — N. Y. : Routledge, 2017. — 440 с. — ISBN 978-1138669574.
- (англ.) Taaffe E. J., Gauthier H. L. and O'Kelly M. E. Geography of transportation. — Second Edition. — N. Y. : Prentice Hall, 1996. — ISBN 0-13-368572-1.
- (англ.) Black, W. Transportation: A Geographical Analysis. — N. Y. : Guilford, 2003.

### Російською
- (рос.) Максаковский В. П. Географическая картина мира. Книга I: Общая характеристика мира. — М. : Дрофа, 2008. — 495 с. — ISBN 978-5-358-05275-8.
- (рос.) Максаковский В. П. Географическая картина мира. Книга II: Региональная характеристика мира. — М. : Дрофа, 2009. — 480 с. — ISBN 978-5-358-06280-1.
- (рос.) Физико-географический атлас мира. — М. : Академия наук СССР и главное управление геодезии и картографии ГГК СССР, 1964. — 298 с.
- (рос.) Шаповал Н. С. Транспортная география и транспортные системы мира : учебное пособие. — К. : Центр учбової літератури, 2006. — 188 с. — ISBN 000-0000-00-4.
- (рос.) Экономическая, социальная и политическая география мира. Регионы и страны / под ред. С. Б. Лаврова, Н. В. Каледина. — М. : Гардарики, 2002. — 928 с. — ISBN 5-8297-0039-5.
- (рос.) Энциклопедия стран мира / глав. ред. Н. А. Симония. — М. : НПО «Экономика» РАН, отделение общественных наук, 2004. — 1319 с. — ISBN 5-282-02318-0.